# Shihezi
Shihezi (石河子市S, ShíhézǐP) è una città-contea della Cina, situata nella regione autonoma di Xinjiang.